# Place de Verdun (Saint-Georges-de-Didonne)
Pour les articles homonymes, voir Place de Verdun.
La place de Verdun est située en centre-ville de Saint-Georges-de-Didonne, dont elle est la principale place publique et le centre névralgique. Son nom actuel est un hommage aux combattants de la bataille de Verdun.
Affectant une forme rectangulaire, elle entoure l'église Saint-Georges. Elle se situe dans le prolongement de la rue de la République (ancienne Grand’Rue), principale rue commerçante de la ville, qui la borde au Sud. Les autres voies de communications qui l’entourent sont la rue du Maréchal Leclerc, qui conduit au stade, la rue du Marché et la rue d’Alger, qui délimite sa partie Nord. Elle est bordée de cafés, de restaurants et de commerces.

## Origine du nom
Elle porte le nom de Verdun, ville du Meuse, célèbre par la bataille dont elle fut le centre en 1916.

## Description
Historiquement, elle occupe l’emplacement de l’ancien cimetière paroissial, qui entourait l’église Saint-Georges depuis l’origine (au XIIe siècle). En 1839, alors que Saint-Georges-de-Didonne commence à s’ouvrir au tourisme balnéaire, la municipalité décide de transformer le centre-ville, qui jusque-là se composait de bâtiments hétéroclites, fermes et maisons traditionnelles ramassées autour de l’église, au gré de ruelles étroites et de chemins de terre. Le cimetière entourant l’église est déplacé, comme dans la plupart des communes, tant pour des raisons de salubrité publique que pour récupérer un vaste espace au cœur du bourg, qui est transformé en Champ de Foire. Les dépouilles sont transférées au nouveau cimetière des Bois, alors bien à l’écart des habitations. Dans le même temps, l’église est considérablement agrandie vers l’Est et est dotée de son clocher néo-roman actuel.
Les abords de la place sont transformés à partir des années 1880, et perdent progressivement leur caractère rural avec l’alignement des façades de certaines maisons, la construction de nouvelles maisons au style plus urbain et le pavage des rues. Le monumental hôtel de l’Océan est construit en 1896. Non loin de là, l’hôtel des Postes, de style néo-Louis XVI, est construit en 1920 par l’architecte Charles Proust. Le Champ de Foire, désormais connu sous le nom de Place du marché, est encore coupé en deux par le presbytère, qui s'inscrit dans le prolongement du clocher. La municipalité envisage de le démolir afin de gagner de la place, ce qui donne lieu à une polémique, une partie des habitants souhaitant la conservation du bâtiment et l'établissement de la mairie dans ses murs. Une pétition réunit 260 signatures mais le presbytère est finalement démoli en 1921, d'autant plus facilement que le curé de Saint-Georges, l'abbé Jeandeau, ne s'y oppose pas — à la seule condition qu'on construise une sacristie, ce qui est fait. S'il ne reste aucune trace de l'ancien presbytère, celui de Sablonceaux en est très proche architecturalement parlant, ayant été bâti sur les mêmes plans.
La place du Marché est rebaptisée Place de Verdun à l’issue de la Première Guerre mondiale, comme dans de nombreuses villes et villages de France, afin de rendre hommage aux combattants de la bataille de Verdun, « mère de toutes les batailles » et symbole majeur de cette guerre pour de nombreux Français.
Les rues avoisinantes sont bitumées en 1934. Le marché étant déménagé sous une halle couverte établie à une centaine de mètres de là, une autre place prend le nom de « Place du Marché » (Place du Maréchal Pétain sous l'Occupation).
Une galerie marchande est aménagée sur le côte Est de la place dans les années 1990. De nos jours, la place de Verdun est le cœur de la ville, principal lieu d’animation et carrefour stratégique entre le centre-ville et la conche de Saint-Georges. Traitée en esplanade avec gradins et aménagements paysagers (parterres de fleurs, palmiers et essences locales), elle sert de cadre à de nombreuses animations, en particulier pendant la haute saison (concerts en plein air, spectacles) et accueille le marché de Noël et des manifestations ponctuelles. Son centre est occupé par l’église Saint-Georges. Elle sert également en partie de terrasse aux cafés et restaurants qui la bordent. De nombreux commerces y sont implantés, de même que l'office du Tourisme et un espace associatif (Espace Michelet), implantés dans l'ancien hôtel des Postes.